# André Pierre Louis Dupuy
André Pierre Louis Dupuy (* 13. Februar 1940 in Soustons, Aquitanien) ist ein Diplomat des Heiligen Stuhls.

## Leben
André Pierre Louis Dupuy empfing am 8. Juli 1972 die Priesterweihe. Papst Johannes Paul II. ernannte ihn am 6. April 1993 zum Titularerzbischof pro hac vice von Selsea und zum Apostolischen Nuntius in Ghana, Benin und Togo.
Die Bischofsweihe spendete ihm Kardinalstaatssekretär Angelo Kardinal Sodano am 6. Juni desselben Jahres; Mitkonsekratoren waren Robert Pierre Sarrabère, Bischof von Aire und Dax, und Gérard Antoine Léopold Daucourt, Bischof von Troyes.
Von seinem Amt als Apostolischer Nuntius in Benin trat er am 27. November 1999 zurück. Am 27. März 2000 wurde er Apostolischer Nuntius in Venezuela, am 24. Februar 2005 Apostolischer Nuntius in der Europäischen Gemeinschaft. Am 11. Juli 2006 wurde er Apostolischer Nuntius in Monaco, und am 15. Dezember 2011 ernannte ihn Benedikt XVI. zum Apostolischen Nuntius in den Niederlanden. Am 21. März 2015 wurde er emeritiert.